# Fritz Reuter (Historiker)
Fritz Reuter (* 4. November 1929 in Frankfurt am Main; † 7. September 2021 in Worms) war ein deutscher Historiker und von 1971 bis 1996 Leiter des Stadtarchivs Worms und Gründer des Jüdischen Museums Worms.

## Leben
Reuter absolvierte eine musikalische Ausbildung als Fagottist und Kontrabassist sowie eine Schriftsetzerlehre. Anschließend holte er an der Abendakademie Mannheim das Abitur nach und studierte an der Universität Mainz Deutsch und Geschichte, wo er auch 1992 promoviert wurde.
Von 1964 bis 1996 war er am Stadtarchiv Worms tätig, zuletzt als Archivdirektor. In dem von ihm inaugurierten und organisierten Archivneubau im Raschi-Haus gründete er 1982 auch das Jüdische Museum. Als Geschäftsführer des Altertumsvereins Worms war Reuter Mitherausgeber des Jahrbuchs Der Wormsgau.
Reuters Forschungsschwerpunkt lag auf der Geschichte der Stadt Worms und ihres Umlandes sowie dem Archivwesen. Vor allem der Aufarbeitung der Geschichte des Jüdischen Lebens vom Mittelalter bis zur Neuzeit widmete er sich, hierfür wurde ihm 2008 der Obermayer German Jewish History Award verliehen.
Für seine Dienste um die Geschichte der Stadt Worms wurden ihm 1996 das Bundesverdienstkreuz am Bande und 1996 der Ehrenring der Stadt Worms verliehen, außerdem war er Ehrenvorsitzender des Wormser Altertumsvereins.

## Veröffentlichungen (Auswahl)

### Bücher
- Worms in alten Ansichtskarten (1979)
- Luther-Zimmer im Museum der Stadt Worms (= Bildheft des Museums der Stadt 5) (1983)
- WARMAISA. 1000 Jahre Juden in Worms (1987)
- Worms – ehemals, gestern und heute. Ein Stadtbild im Wandel der letzten 100 Jahre (1985)
- Worms. Fotografiert von Klaus Baranenko (1985)
- Worms und der Wonnegau. Mit fotografischen Impressionen von Klaus Baranenko (1987)
- Peter und Johann Friedrich Hamman. Handzeichnungen von Worms aus der Zeit vor und nach der Stadtzerstörung im „Pfälzischen Erbfolgekrieg“ 1689 (1989)
- Karl Hofmann und „das neue Worms“. Stadtentwicklung und Kommunalbau 1882–1918 = Hessische Historische Kommission Darmstadt (Hg.): Quellen und Forschungen zur hessischen Geschichte 91. Selbstverlag der Hessische Historische Kommission Darmstadt, Darmstadt 1993. ISBN 3-88443-180-3
- Jüdisches Worms. Raschi-Haus und Judengasse. Worms 1992 (kürzere Fassung: Das Jüdische Museum Raschi-Haus in Worms, in: Der Wormsgau 15, 1987/91, S. 10–29)
- mit Hans-Jörg Koch (Hrsg.): Hügelland und Wonnegau (1992)
- Jüdisches Worms. Raschi-Haus und Judengasse (1992)
- Worms zwischen Reichsstadt und Industriestadt 1800–1882 (1993)
- Reichstagsstadt Worms. Maximilian I. 1495, Martin Luther 1521 (1995)
- Worms – Die Stadt der Nibelungen (1995)
- Worms am Rhein. Historische Stadtspaziergänge für Einheimische und Gäste (2000)
- mit Ulrike Schäfer (Hrsg.): Wundergeschichten aus Warmaisa. Juspa Schammes, seine Ma'asseh nissim und das jüdische Worms im 17. Jahrhundert (2005)

### Aufsätze
- Franz Rorbach, Werkmann am Wormser Dominikanerkloster im 15. Jahrhundert. in: Der Wormsgau 8 (1967–1969), S. 72–73.
- Johann Philipp Bandel (1785–1866). Ein Wormser Demokrat, Altertümer- und Kunstsammler im 19. Jahrhundert. in: Der Wormsgau 8 (1967–1969), S. 41–67.
- Zum Reisebericht des Diego Alejandro de Gálvez. in: Der Wormsgau 8 (1967–1969), S. 40–41.
- Grabsteine und Epitaphien in St. Martin in Worms. in: Der Wormsgau 9 (1970–1971), S. 69–82.
- Pfeifer, Trompeter, Posauner – Quellen zur Wormser Musikgeschichte. in: Der Wormsgau 10 (1972–1973), S. 29–49.
- Leopold Levy und seine Synagoge von 1875. Ein Beitrag zu Geschichte und Selbstverständnis der Wormser Juden im 19. Jahrhundert. in: Der Wormsgau 11 (1974/75), S. 58–68.
- Brunnen und Brunnenbücher. Technik und Organisation der Trinkwasserversorgung in Worms vom 17. bis in das 19. Jahrhundert. in: Der Wormsgau 12 (1976–1978), S. 113–141.
- Altertumsverein und Paulusmuseum. Aspekte der Wormser Wissenschafts-, Personen- und Stadtgeschichte im 19. Jahrhundert als Beitrag zum hundertjährigen Jubiläum des Museums der Stadt Worms 1881–1981. in: Der Wormsgau 13 (1979–1981), S. 20–38.
- Vom Paulusmuseum zum Museum der Stadt Worms. Persönlichkeiten – Aufgaben – Perspektiven. Ein Überblick anläßlich der Veranstaltung „Der Altertumsverein besucht sein Museum“ am 21. August 1981 im Andreasstift. in: Der Wormsgau 13 (1979–1981), S. 45–48.
- In Memoriam Cornelius Freiherr von Heyl zu Herrnsheim. in: Der Wormsgau 14 (1982–1986), S. 5–6.
- Emil Stumpp (1886–1941). Ein Zeichner als Chronist. in: Der Wormsgau 14 (1982–1986), S. 149–154.
- Worms und das Deutsche Reich des Mittelalters. in: Der Wormsgau 14 (1982–1986), S. 9–14.
- Worms im Bombenkrieg und die Zerstörung der Stadt im Frühjahr 1945. in: Der Wormsgau 14 (1982–1986), S. 61–88.
- Bischof, Stadt und Judengemeinde von Worms im Mittelalter (1349–1526). in: Neunhundert Jahre Geschichte der Juden in Hessen. Beiträge zum politischen, wirtschaftlichen und kulturellen Leben, bearb. v. Christiane Heinemann. Wiesbaden 1983 (= Schriften der Kommission für die Geschichte der Juden in Hessen 6), S. 41–81.
- Ein Spiel- und Festhaus für die Bürger. in: Der Wormsgau 15 (1987–1991), S. 59–70.
- Die Raschi-Statue von Wolf Spitzer im Hof der Alten Synagoge zu Worms. in: Der Wormsgau 16 (1992–1995), S. 199–200.
- Das Wormser Lederarbeiter-Denkmal in: Der Wormsgau 16 (1992–1995), S. 197–198.
- Unbekannt verzogen? Die Deportation der Sinti und der Juden aus Worms 1940/42. in: Sachor 3, 1993, Heft 4, S. 31–35.
- Heinrich von Gagern, die „Rheinischen Institutionen“ und Worms. in: Der Wormsgau 17 (1998), S. 202–223.
- Politisches und gesellschaftliches Engagement von Wormser Juden im 19./20. Jahrhundert. Die Familien Eberstadt, Edinger, Rothschild und Guggenheim. in: Menora. Jahrbuch für deutsch-jüdische Geschichte 1999, S. 305–345.
- Das „Geschichtsfenster“ von Heinz Hindorf im Wormser Dom – Beschreibung und Betrachtung. in: Der Wormsgau 18 (1999), S. 223–251.
- Zwischen Integration und Vernichtung. Juden in Worms im 19. und 20. Jahrhundert am Beispiel des Lehrers und Historikers Samson Rothschild (1848–1939). in: „Eine nationalsozialistische Revolution ist eine gründliche Angelegenheit“, hrsg. v. Hans-Georg Mayer u. Hans Berkessel, Mainz 2000 (Die Zeit des Nationalsozialismus in Rheinland-Pfalz 1), S. 244–252.
- Wormser Historiker, Kunsthistoriker und Heimatforscher aus dem 19./20. Jahrhundert in bildlichen Darstellungen. in: Der Wormsgau 20, 2001, S. 127–142.
- Samuel Wolf Levi (1751–1813), Rabbiner in Worms und Mainz. in: Mainzer Zeitschrift. Mittelrheinisches Jahrbuch für Archäologie, Kunst und Geschichte 97/97, 2001/02, S. 163–168.
- Über jüdische Schulen, jüdische Schüler und jüdische Lehrer, in: 475 Jahre Rudi-Stephan-Gymnasium Worms. Festschrift zum Schuljubiläum. hrsg. v. Burkard Keilmann, Worms 2002 (Humanitas. Mitteilungsblatt des Rudi-Stephan-Gymnasiums Worms 47), S. 87–95.
- Vom Erwachen des historischen Interesses am jüdischen Worms bis zum Museum des Isidor Kiefer. in: Aschkenas. Zeitschrift für Geschichte und Kultur der Juden 12, 2002 (Themenheft Medinat Worms, hrsg. v. Annette Weber), S. 13–44.
- 125 Jahre Eleonoren-Gymnasium in Worms (1874–1999) – Eine Schule im Spiegel kommunaler Bildungs-, Emanzipations- und Stadplanungsgeschichte. in: Der Wormsgau 21, 2002, S. 69–101.
- Kirchhöfe, Gottesäcker und Kommunalfriedhöfe in Worms. Zum 100jährigen Bestehen des Friedhofs auf der Hochheimer Höhe 1902-2002- in: Der Wormsgau 22, 2003, S. 145–200.
- Manfred Heyl (1908–2001). Ein zeitgenössischer Komponist und seine Werke. in: Der Wormsgau 23, 2004, S. 166–185.
- Warmaisa – Das jüdische Worms. Von den Anfängen bis zum jüdischen Museum des Isidor Kiefer (1924). in: Geschichte der Stadt Worms, hrsg. im Auftrag der Stadt Worms von Gerold Bönnen, Stuttgart 2005, S. 664–690.
- Die Familie Melas: Herkunft, Einbindung in das Gemeinwesen, Lederfabrikation. Erläuterungen zu Grabsteininschriften des 18./19. Jahrhunderts auf dem jüngeren Teil des Alten Judenfriedhofs in Worms. in: Der Wormsgau 24, 2005/06, S. 69–83.
- Deutschsprachige Inschriften auf dem Alten Judenfriedhof in Worms. Beobachtungen zur verwendeten Sprache und zu inhaltlichen Aussagen. in: „Von Mythen und Mären“. Mittelalterliche Kulturgeschichte im Spiegel einer Wissenschaftler-Biographie. Festschrift für Otfrid Ehrismann zum 65. Geburtstag, hrsg. v. Gudrun Marci-Boehncke u. Jörg Riecke, Hildesheim u. a. 2006, S. 451–476
- Aus katholischer Hand – Evangelischer Kirchenbau im Großherzogtum Hessen zu Beginn des 20. Jahrhunderts: Friedrich Pützer, Augusto Varnesi und Ernst Riegel, in: Der Wormsgau 26, 2008, S. 75–110.
- Gedenke der vorhergehenden Geschlechter. Zweisprachigkeit auf dem Alten Jüdischen Friedhof in Worms, in: Der Wormsgau 27, 2009, S. 171–188.